# Alexandre Maubert
Pour les articles homonymes, voir Maubert.
 (juin 2012).
 (décembre 2015).
Si vous disposez d'ouvrages ou d'articles de référence ou si vous connaissez des sites web de qualité traitant du thème abordé ici, merci de compléter l'article en donnant les références utiles à sa vérifiabilité et en les liant à la section « Notes et références ».
Alexandre Maubert, né en 1981 à Lyon, est un cinéaste et artiste plasticien français. Il vit et travaille entre Paris et Kyoto.

## Biographie
Alexandre Maubert est né à Lyon en 1981, il travaille entre Paris et Kyoto au Japon, où il vit depuis 2012.
Il a obtenu un Master Arts visuels et cinématographiques à Lyon, le diplôme de l’École Nationale Supérieure de la Photographie d’Arles, ainsi que le diplôme du Fresnoy, Studio National des arts contemporains. Il a été lauréat « Nouvelles Images » 2012 de la Villa Kujoyama, et de Tokyo Wonder Site en 2013. Parmi ses expositions personnelles,  3 cuerpos en 2013 à l’Institut Français d’Amérique Latine de Mexico DF, Mexico; Le temps d’après en 2014 et A singular community en 2015 à la Galerie Mori Yu de Kyoto, Japon; To go towards the light and shine it on our night en 2015 à la Galerie Escougnou-Cetraro, Paris. 
Très jeune, il rejoint le mouvement underground tekno anglais où il commence à s’interroger sur la notion de « Zones d’Autonomie Temporaires » via les musiques électroniques, ce qui influencera plus largement son travail artistique. Par une pratique multidisciplinaire basée sur un questionnement de l’image et de son rapport au réel, il explore, représente et interroge la notion de communauté et les utopies dont elle est porteuse. Au travers d’installations, de photographies ou de films il met en évidence les contradictions et les déviances de ces mêmes utopies afin d’entrevoir leurs limites, qu’elles soient géographiques, politiques, idéologiques ou conceptuelles .

## Expositions (sélection)

### 2015
- Galerie Escougnou Cetraro, solo, to go towards the light and shine it on our night, Paris, France
- Mori Yu Gallery, solo, a singular community, Kyoto, Japan
- Art Kyoto 2015, booth B, Mori Yu Gallery, Chionsa, The Museum of Kyoto, Kyoto, Japan
- Pavillon Carré Baudoin, « Miroir, ô mon miroir… », curated by l'extension: Rosario Caltabiano and Nathalie Desmet :: project manager Thomas Fort, Paris, France

### 2014
- See Studio Gallery, Au-delà de l’image, Paris, France
- Art Taipei 2014, booth E08, Mori Yu Gallery, Taipei, Taiwan
- Mori Yu Gallery, solo show, le temps d'après, Kyoto, Japan
- GALLERY 9.5, solo show, Trinity, curated by Reiko Tsubaki and Masako Ueda, HOTEL ANTEROOM KYOTO, Japan
- Seian Arts Attention, hybrides & formes engendrées, curated by Reiko Tsubaki, Kyoto, Japan
- Mori Yu Gallery, chaos and cosmos, with Aki Kuroda and Takahiro Kondo, Kyoto, Japan
- Kunsthalle, audiovisual performance, The smell of dust, curated by Sue Elie Andrade Dé, Sao Paulo, Brazil

### 2013
- SITAC XI, estar los unos con los otros, film on Jean Luc Nancy curated by Paola Santoscoy y Marcio Harum, Mexico DF, Mexico
- Show Off Art Fair, curated by Dominique Moulon, Espace Pierre Cardin, Paris, France
- Roma Museum of contemporary arts, Macro Testaccio, Liquid Landscapes, curated by Fondazione Romaeuropa Roma, Italia
- Festival de las Luces, Casa de Francia, solo show, Monade, curated by Patrick Clanet, Mexico City, Mexico
- Tokyo Wonder Site, open studio, Tokyo, Japan
- Centre Culturel Français de Mexico IFAL, solo show, 3 Cuerpos, curated by Patricia Martin, Mexico City, Mexico
- Nuit Blanche de Kyoto #3, @KCUA Gallery, solo show in collaboration with Atsunobu Kohira, curated by Isabelle Olivier, Kyoto, Japan
- See Studio Gallery, The End, curated by d-e-r-i-v-a, Paris, France
- The Flood Wall II, exp12 / exposure twelve, Berlin, Germany

### 2012
- 3F Project Room, curated by Eric Luong, Kyoto, Japan
- Les Rencontres d'Arles, curated by François Hébel, Arles, France
- Nuit Blanche de Kyoto, International Manga Museum, solo show, Kyoto, Japan
- Arte Laguna Prize, curated by Igor Zanti, Arsenale, Venezia, Italia
- Collection Juan Mulder, Rencontres d’Arles, Arles, France
- Espace pour l’art, curated by Laetitia Talbot, Arles, France

### 2011
- Festival Cortopotere XI edition, curated by Massimiliano Fierro, Bergamo, Italia
- Festival Bandits-Mages XII International Competition, curated by Bandits-Mages, Bourges, France
- ArtLab - Pôle Image Nord Pas de Calais, curated by Jean-Paul Fourmentraux, Tourcoing, France
- Festival Über Lebenskunst, curated by Florian Wuest, Berlin, Germany
- Ca' Foscari Short Film Festival International Competition, Venice, Italia
- Summer Garden, Almere, Netherlands
- Panorama 13, curated by Bernard Marcadé, Tourcoing, France
- Space Bandee Gallery, Busan, South Korea
- Ojo de Ajeno Gallery, curated by Maricel Delgado & Florence Maille, Lima, Peru
- Festival Accès(s), Cultures électroniques, Pau, France
- Recycl’art, curated by Yann Linsart, Brussels, Belgium
- Berliner Hauptbahnhof, Berlin, Germany

### 2010
- Official Selection 27 Kassel Documentary Film and Video Festival, Kassel, Germany
- New York Photo Festival 10, curated by Fred Ritchin, New York, États-Unis
- Carte blanche au Fresnoy à la Cité de l’Architecture et du Patrimoine, curated by Alain Fleischer, Paris, France
- Instituto Reynosense para la cultura y las artes, curated by Daniel Orlando Lara, Reynosa, Mexico
- Gulf + Western Gallery and the 8th Floor Gallery, Tisch - NYU, curated by Fred Ritchin, New York, États-Unis
- Regards Croisés 3, curated by Laetitia Talbot & Florence Maille, Galerie Arena, Arles, France
- Dans l'éventualité improbable d'un accident, curated by Gilles Pourtier, Rencontres Arles 2010 OFF, Arles France
- Panorama 12, Soft Machine, curated by Fabrice Bousteau, Tourcoing, France<
- Foam_Fotografiemuseum Amsterdam, curated by Colette Olof, Amsterdam, Netherlands
- Van Loon Museum, curated by Philipa Van Loon, Amsterdam, Netherlands
- Maison Descartes, curated by Isabelle Mallez, Amsterdam, Netherlands
- National Geographic Gallery, London, United Kingdom
- Centro de la Imagen, Lima, Peru

## Résidences et prix

### 2015
- HSBC Prize for Photography, finalist 2015, Paris, France

### 2013
- Tokyo Wonder Site, Tokyo, Japan
- La fábrica de las imágenes, IFAL, CENART, Mexico DF, Mexico
- Pôle Image Nord pas de Calais, 2nd Prize "Innovation award", Tourcoing, France

### 2012
- Villa Kujoyama[6], Kyoto, Japan
- Prix Pierre Schaeffer, SCAM, Paris, France
- Arte Laguna Prize, Finalist[7], Venice, Italia
- CNC - Nouveaux médias, Aide au développement[8], Paris, France
- Lab-Labanque, Aide à la production[9], Béthune, France

### 2010
- Incheon Art Platform[10], Incheon, South Korea
- Foam[11], Amsterdam, Netherlands
- Incheon Film Commission[12], Incheon, South Korea
- Korean film Council[13], Seoul, South Korea

### 2009
- Centro de la Imagen[14], Lima, Peru

### 2002
- Musée des moulages[15], Lyon, France